# Bouchages Delage
Pour les articles homonymes, voir Delage.
Ne doit pas être confondu avec Delage (entreprise).
Les Bouchages Delage est entreprise familiale spécialisée dans la production de bouchons et cachets pour spiritueux.

## Histoire
Les Bouchages Delage ont été fondés à Cognac (Charente) en 1941 par Mme Alberte Barrère-Delage.
En juin 2019, l'entreprise est rachetée à 100 % par le groupe italien Tapì basé à Padoue, en échange de quoi la société française a repris 10 % du groupe de son acquéreur. En novembre 2020, le petit-fils de la fondatrice, Christian Delage, cède la direction générale de l'entreprise à Bruno Cornet.

## Description
Les Bouchons Delage produisent 120 millions de bouchons par an et proposent depuis plusieurs années des bouchons dont la tête est composée à 60 % de plastique bio-sourcé et à 40 % de bois issu des merrains.
L'usine de production est aujourd'hui implantée à Gensac-la-Pallue, en périphérie de Cognac.
La société parraine le prix Bouchon de Cultures des Littératures européennes Cognac.